# Estação Avtosavodskaia (metro de Níjni Novgorod)
Avtosavodskaia (em russo:  Автозаводская) é uma das estações da linha Avtosavodskaia (Linha 1) do Metro de Níjni Novgorod, na Rússia. Estação «Avtosavodskaia» está localizada entre as estações «Komsomolhskaia» e «Proletarskaia».